# Сенчурија (Висконсин)
Сенчурија (енгл. Centuria) град је у америчкој савезној држави Висконсин.

## Демографија
По попису из 2010. године број становника је 948, што је 83 (9,6%) становника више него 2000. године.
| Група             | 2000.       | 2010.       |
| Белци             | 827 (95,6%) | 906 (95,6%) |
| Афроамериканци    | 5 (0,6%)    | 6 (0,6%)    |
| Азијати           | 11 (1,3%)   | 5 (0,5%)    |
| Хиспаноамериканци | 13 (1,5%)   | 5 (0,5%)    |
| Укупно            | 865         | 948         |